# Gustaf Ullberg
Laurentius Gustaf Ullberg, född 9 augusti 1840 i Stockholm, död 29 december 1893 i Stockholm, var en svensk balettdansör, skådespelare och tecknare.
Gustaf Ullberg var elev vid Kungliga Teaterns balettskola i Stockholm 1848–1857. Han var engagerad hos Anders Selinder 1857–1866 och hos Rohde 1866–1869. Han hade eget balettsällskap i Danmark och Tyskland, var engagerad hos Hafgren och därefter vid Stora teatern i Göteborg som aktör och balettmästare 1870–1881. Han var engagerad vid Djurgårdsteatern i Stockholm, i Kristiania och hos Fröberg 1885–1893.
Bland de roller han spelade kan nämnas Zephir i Blommorna, Ruff i Klöfverbladet, Don Lopez i Bockfoten, Pietro i Frihetsbröderna, Menelaus i Den sköna Helena, Chamoiseau i Förbjuden frukt, Malicorne i Vackra tvätterskan och Agapetus i Söndagslejonen. Som tecknare medverkade han med illustrationer i tidskriften Söndags-Nisse. 
Han var gift med Charlotta Ulrika Kristina Thunström (1852–1883).

## Teater

### Roller (ej komplett)
| År   | Roll   | Produktion                 | Regi | Teater                |
| ---- | ------ | -------------------------- | ---- | --------------------- |
| 1875 | Findel | Dagsländorna Frans Hedberg |      | Nya teatern, Göteborg |